# Bulla striata
Espèce
Bulla striata, la bulle striée, est une espèce de mollusques gastéropodes de la famille des Bullidae.
- Répartition : Méditerranée, Atlantique et Caraïbes.
- Longueur : 3 cm.

var. adansoni
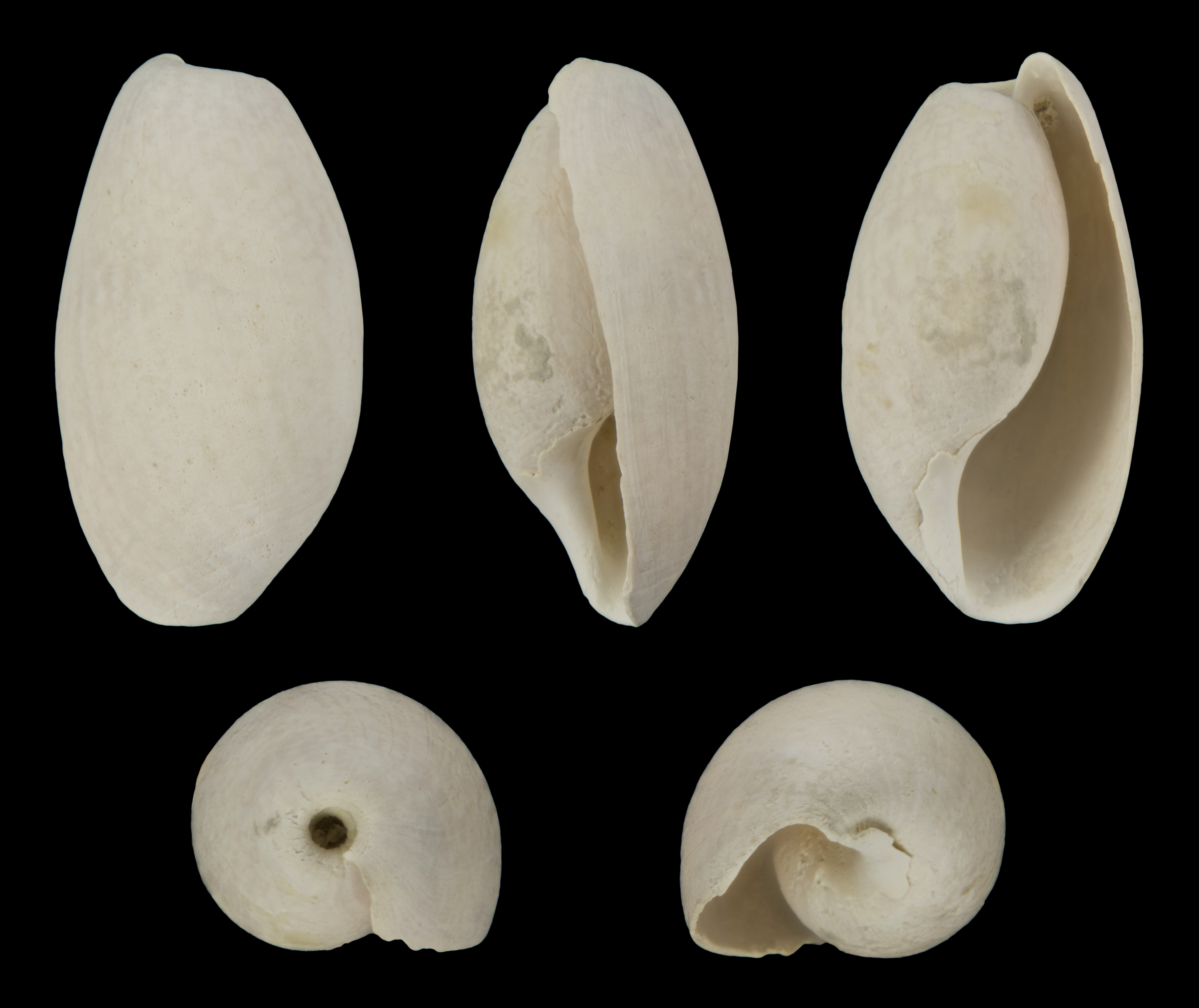
Fossile (Pliocène)

## Source
- Arianna Fulvo et Roberto Nistri (2005). 350 coquillages du monde entier. Delachaux et Niestlé (Paris) : 256 p.  (ISBN 2-603-01374-2)